# إقامة لعازر

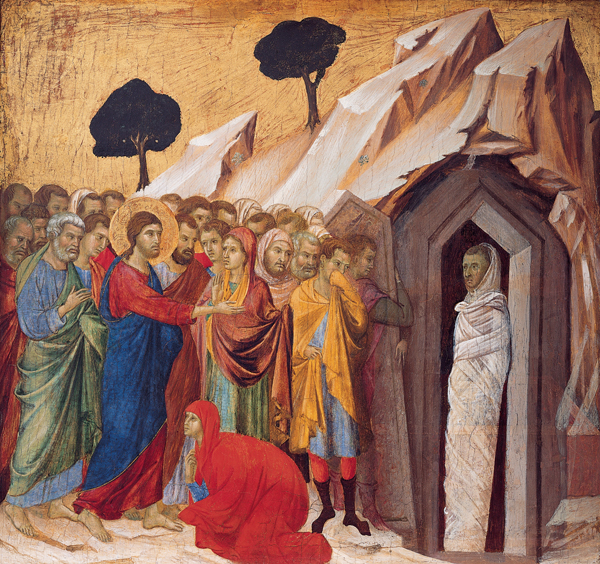
إحياء لعازر لدوتشيو

إحياء لعازر هي إحدى معجزات المسيح المذكورة فقط في إنجيل يوحنا (في الإصحاح 11 من إنجيل يوحنا) التي أحيا فيها يسوع الشاب لعازر من الموت بعد أربعة أيام من دفنه. يقال أن الحدث وقع في بيت عنيا - العيزرية الفلسطينية اليوم. بحسب إنجيل يوحنا، كانت تلك آخر معجزات يسوع قبل رحلة آلامه وقيامة يسوع.

## خلفية الحدث
وفقاً لإنجيل يوحنا، كان لعازر أخاً لمريم ومرتا من بيت عنيا، وهي قرية تبعد حوالي 3.2 كم شرق أورشليم، على المنحدر الجنوبي الشرقي لجبل الزيتون

## الرواية الإنجيلية
وفقاً للإصحاح الخامس من إنجيل يوحنا في العهد الجديد، وصل إلى السيد المسيح نبأ مرض لعازر المميت، وقد طلبته مريم ومرتا لإنقاذ أخيهما، لكن رد السيد المسيح كان: «هذا المرض ليس للموت، بل لأجل مجد الله، ليتمجد ابن الله به».
عندها تأخر السيد المسيح بالوصول إلى بيت عنيا وانطلق بعد يومين، فيما كان تلاميذه خائفين من العودة إلى اليهودية لأنهم يطلبون يسوع ليرجموه، فيما كان جواب يسوع: «لعازر حبيبنا قد نام. لكني أذهب لأوقظه»، ولكن التلاميذ لم يفهموا أنه يقصد موته لذلك قال لهم: «لعازر مات وأنا أفرح لأجلكم إني لم أكن هناك، لتؤمنوا.»
عندما وصل يسوع إلى قرية بيت عنيا، كان لعازر قد مات منذ أربعة أيام ودفن. فيما كانت مرتا قد جاءت سابقاً إلى يسوع وقالت له: «يا سيد، لو كنت ههنا لم يمت أخي، لكني الآن أيضا أعلم أن كل ما تطلب من الله يعطيك الله إياه.» فأجابها يسوع: «سيقوم أخوك»، فقالت أعلم أنه سيقوم في القيامة، في اليوم الأخير. فقال يسوع: «أنا هو القيامة والحياة. من آمن بي ولو مات فسيحيا، وكل من كان حيّاً وآمن بي فلن يموت إلى الأبد. أتؤمنين بهذا»
فردت مرتا بإيمانها بأن يسوع ابن الله الذي أتى إلى العالم.
كما التقى يسوع أيضاً بمريم والمعزين، فيما أظهرت مريم إيمانها به، لكن يسوع عندما رأى الجموع والبكاء انزعج بالروح وطلب منها أن تأخذه إلى مكان القبر. فأخذته وهناك بكى يسوع.
فطلب أن يزاح الحجر، رغم أن مرتا قالت له أنه قد أنتن لأنه في القبر منذ أربعة أيام، فأجابها يسوع:«ألم أقل لك: إن آمنت ترين مجد الله» فلما أزاحوا الحجر قال يسوع: «أيها الآب، أشكرك لأنك سمعت لي وأنا علمت أنك في كل حين تسمع لي. ولكن لأجل هذا الجمع الواقف قلت، ليؤمنوا أنك أرسلتني» ولما قال هذا صرخ بصوت عظيم: «لعازر، هلم خارجا» عندئذ خرج من القبر وهو مقمط ووجهه مغطى بمنديل فطلب يسوع أن ينزع عنه الكفن ويعطى ثيابه ويخرج.

## معرض الصور

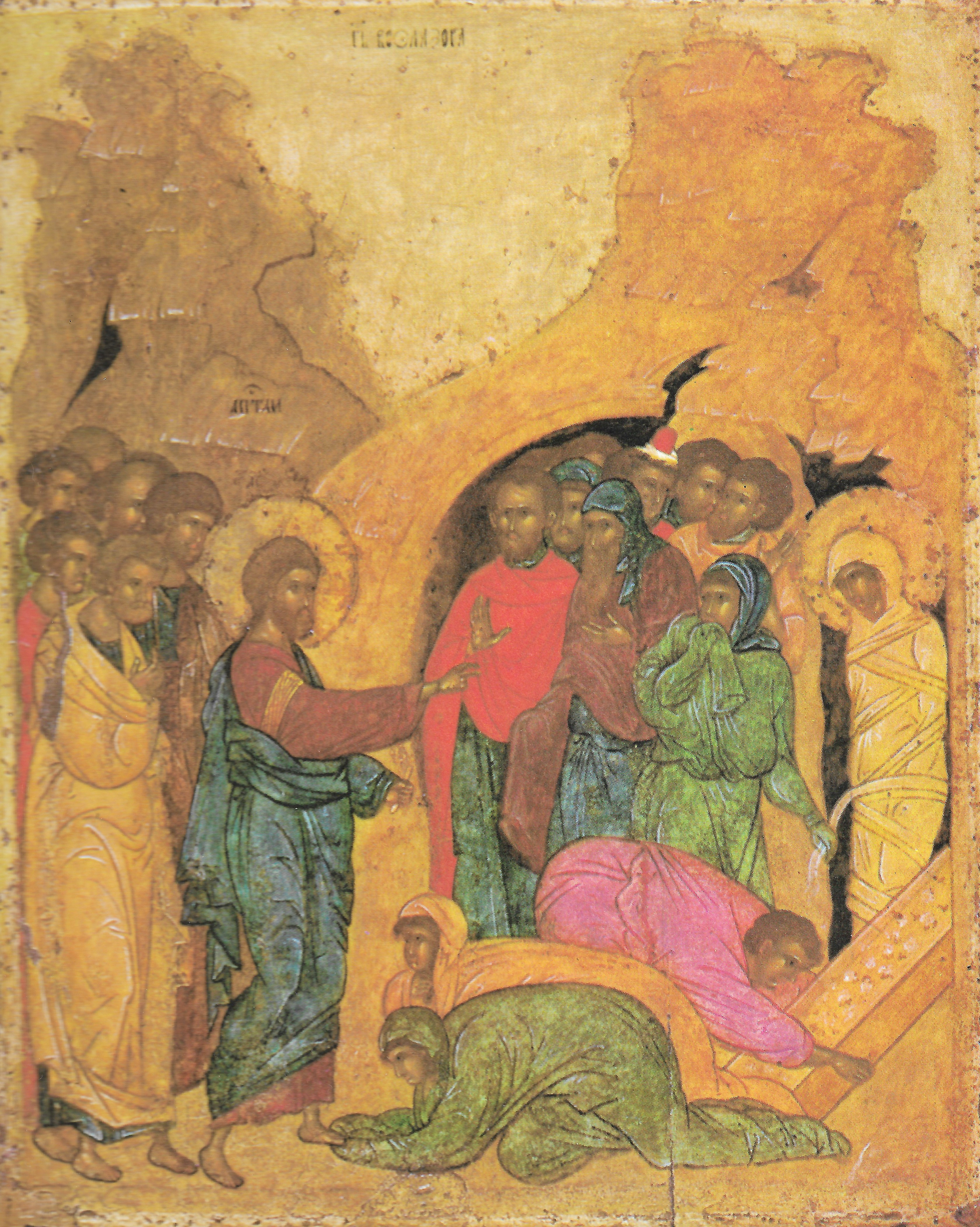
أيقونة إقامة لعازر
منمنة أرمنية لإقامة لعازر، نهاية القرن الحادي عشر
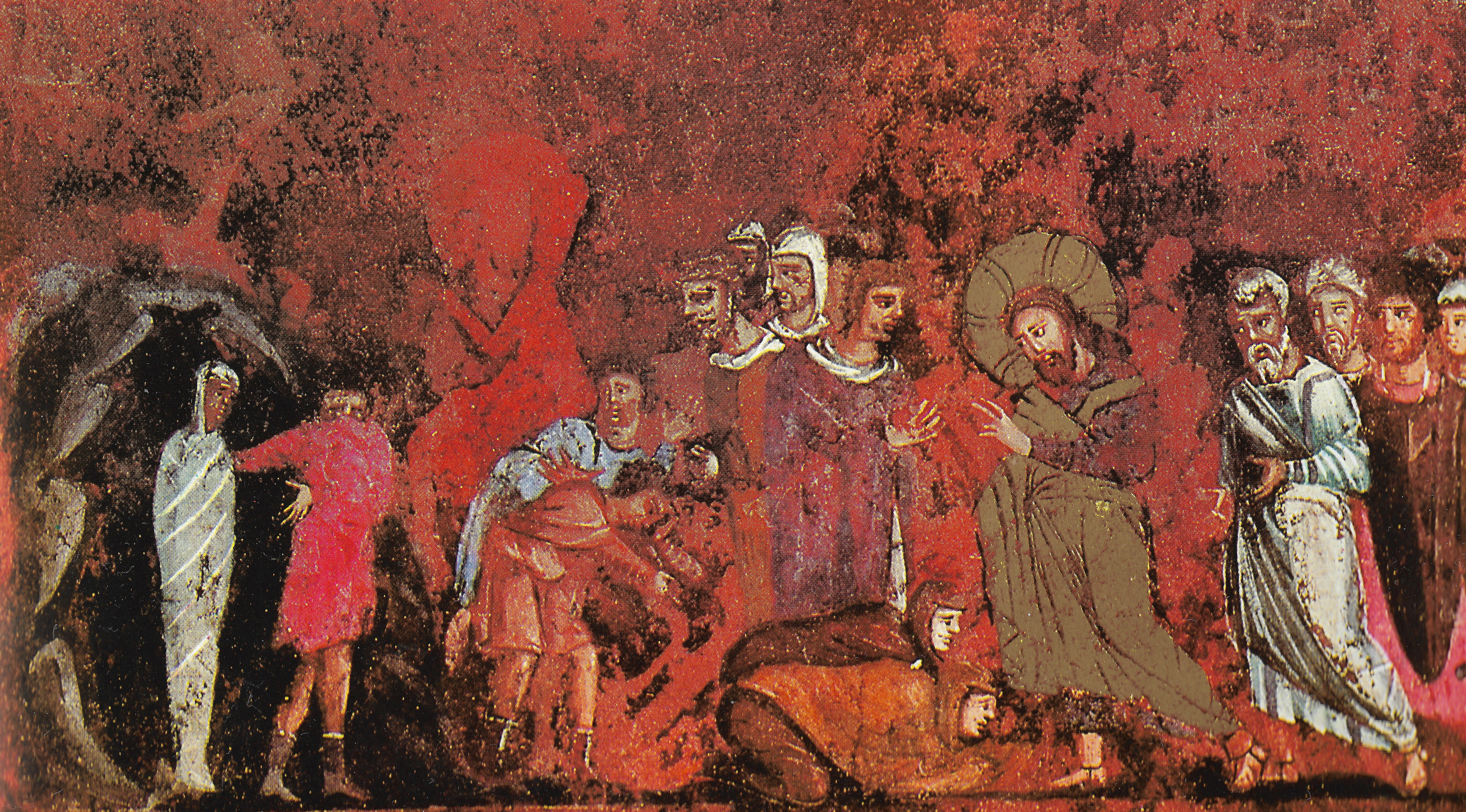
منمنمة بيزنطية لإقامة لعازر